# برغوث الفاريزي
برغوث الفاريزي (الاسم العلمي: Pulex alvarezi) هو نوع من الحشرات يتبع جنس البرغوث من فصيلة البراغيث.